# Rick van der Made

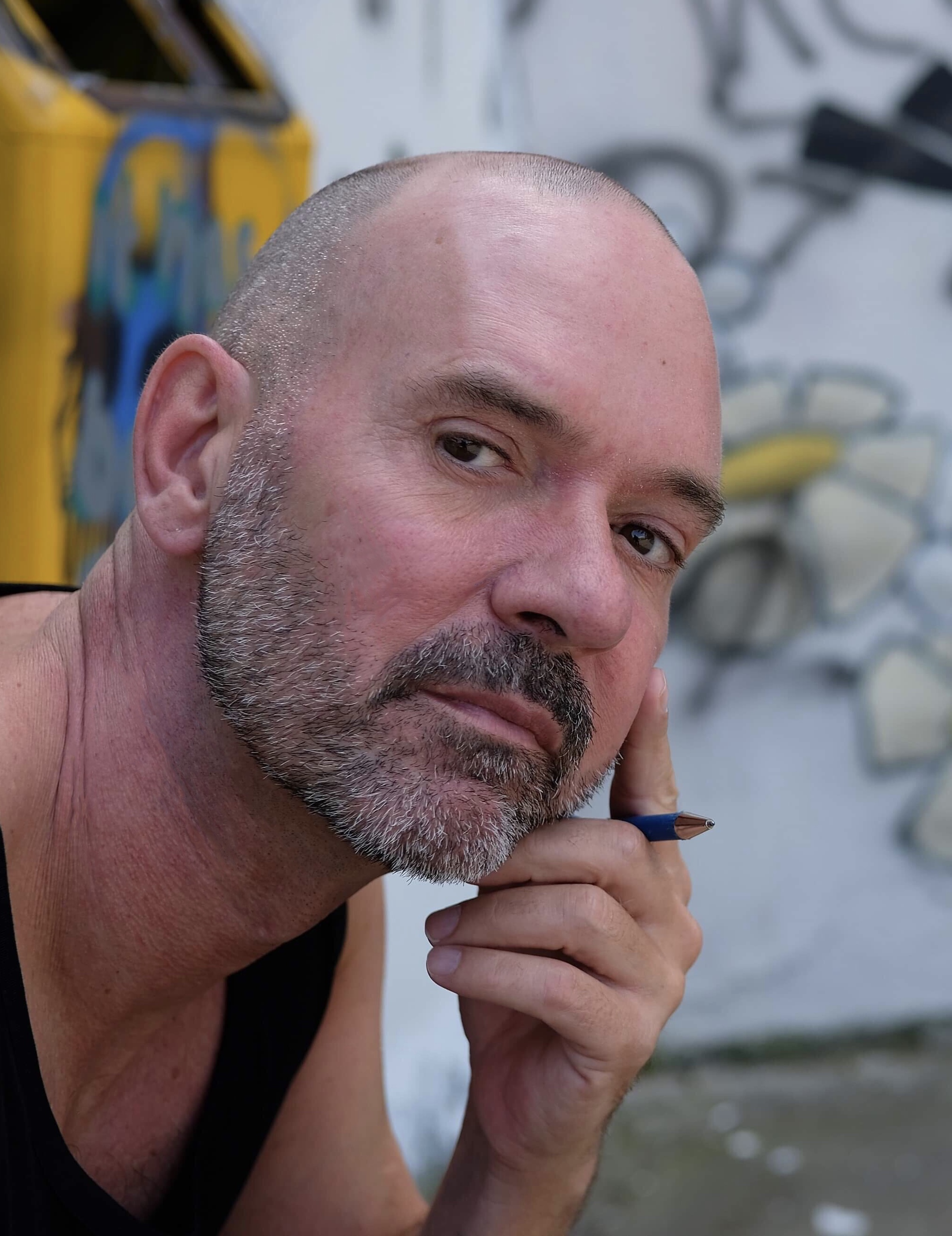
Rick van der Made (2019)

Henricus Wilhelmus Andreas "Rick" van der Made (Breda, 9 juni 1968) is een Nederlandse dichter en columnist.

## Biografie
Rick van der Made werd in 1968 in Breda geboren. Hij is het derde kind van vier. Zijn moeder was een uitgetreden non uit Breda, zijn vader een bakkerszoon uit Made. Met drie van de vier kinderen uit het gezin homoseksueel en met een moeder die aan zware depressies leed, zijn thema's als seksualiteit, acceptatie, diversiteit, waanzin en depressie duidelijk in zijn oeuvre aanwezig. 
Van der Made studeerde Engels, Frans en Pedagogiek en woont in Terheijden. Naast dichter is hij columnist voor diverse (dag)bladen, zoals voor de Gaykrant, voor Parool en voor maandblad Gay News. Van februari 2021 tot mei 2023 was hij tevens hoofdredacteur van de Gaykrant.

## Publicaties
In 2013 publiceerde hij zijn eerste dichtbundel Cévek waarna in 2015 de dichtbundel Wereldreiziger volgde. In 2017 verscheen de bundel Memoires van Huisman en in 2018 Het jaar van de arend. Zijn gedichten verschijnen regelmatig in bloemlezingen. 
- Cévek (2013)
- Wereldreiziger (2015)
- Memoires van Huisman (2017)
- Het jaar van de arend (2018)
- Selected Poems, Poèmes Choisis (vertalingen, 2019)
- Logement (2019) in samenwerking met Jan-Simon Minkema

Bloemlezingen: 
- Allerheiligen, dolende woorden (2015)
- Uit het hart (2015)
- Tot op het bot (2016)
- Poëtisch Eemland (2016)
- Zomerse poëzie (2016)
- Relaxpoëzie (2017)
- De Poëzieboot (2017)
- De kunst van het loslaten (2018)
- Vier (2019)
- Ode aan de vergankelijkheid (2019)